# Cudoniaceae
Кудонієві (Cudoniaceae) — родина порядку гелоціальні (Helotiales) аскомікотових грибів. Складається з трьох родів: Cudonia, Spathularia та Spathulariopsis. Переважно поширена у північних регіонах Землі.